# Luka Kramolc
Luka Kramolc, slovenski skladatelj, pedagog, zborovodja in zbiralec ljudskih pesmi, * 14. oktober 1892, Šentanel nad Prevaljami, † 12. februar 1974, Ljubljana.

## Življenjepis
Luka se je rodil v glasbeno družino, saj je bil njegov oče organist, pa tudi njegov stric je igral na orgle. Tako se je Luka, tudi po nasvetu Ksaverja Meška vpisal na orglarsko šolo v Celju in jo po treh letih končal z odliko. Tako je izpolnil pogoje za vpis na akademijo za glasbo in upodabljajočo umetnost na Dunaju. Med študijem mu je umrl oče, tako, da so mu pri šolanju pomagali dobri sosedje in sorodniki. Akademijo je končal leta 1914 in od leta 1920 do 1924 na povabilo Mateja Hubada delal na konservatoriju Glasbene matice v Ljubljani. Od leta 1924 do upokojitve je nato poučeval na različnih ljubljanskih srednjih šolah in na učiteljišču.
V svojem življenju je zbiral tudi koroške ljudske pesmi, ki jih je tudi izdajal v različnih zbirkah. V sodelovanju z različnimi sodelavci, med katerimi je najpomembnejši Matija Tomc je izdal 32 zbirk ljudskih pesmi. Med njimi je na pobudo Prežihovega Voranca leta 1948 izdal tudi zbirko z naslovom Zbornik koroških pesmi, v kateri so objavljene tudi ljudske pesmi iz Roža, Podjune in Mežiške doline.
Poleg tega je Luka Kramolc zaslužen za izdajo slovenski knjig, učbenikov in priročnikov za poučevanje glasbe. Njegovo Pevsko vadnico za nižje rezrede srednjih šol iz leta 1932 pred drugo svetovno vojno večkrat ponatisnili.